# Canephora quercus
Canephora quercus är en fjärilsart som beskrevs av Franz Paula von Schrank 1802. Canephora quercus ingår i släktet Canephora och familjen säckspinnare. Inga underarter finns listade i Catalogue of Life.